# Gina Cerminara
Gina Cerminara (ngày 11 tháng 4 năm 1914 – Tháng 4 năm 1984) là tác giả người Mỹ chuyên viết về lĩnh vực cận tâm lý học, tâm linh và luân hồi. Bà sinh trưởng ở Milwaukee và thi đậu lấy bằng Cử nhân, Thạc sĩ và Tiến sĩ ngành tâm lý học từ Đại học Wisconsin–Madison. Sau nhiều năm chuyên tâm nghiên cứu về nhà tiên tri Edgar Cayce đã thôi thúc tác giả xuất bản một cuốn sách nổi tiếng về luân hồi vào năm 1950 với tựa đề Many Mansions. Bà còn viết những tác phẩm khác xoay quanh đề tài luân hồi bao gồm The World Within, Many Lives, Many Loves và Insights for the Age of Aquarius.

## Ấn phẩm
- Many Mansions (1950), tái bản nhiều lần
  - Những bí ẩn của cuộc đời, Tủ sách Huyền Môn, Nguyễn Hữu Kiệt biên dịch, NXB Tôn Giáo, 2016.
- Cerminara, Gina (1957). The World Within. W. Sloane Associates.
- Cerminara, Gina (1972). What I believe. A.R.E Press. tr. 48.
- Cerminara, Gina (1981). Many Lives, Many Loves. DeVorss. ISBN 978-0-87516-429-8.
- Cerminara, Gina (1984). Edgar Cayce revisited and other candid commentaries. Unilaw Library. tr. 161. ISBN 978-0-89865-324-3.
- Cerminara, Gina (1988). Many Mansions: The Edgar Cayce Story on Reincarnation. Penguin Group USA. ISBN 978-0-451-16817-7.
- Cerminara, Gina (2006). Many Mansions Part II - Healing the Karma Within You. A. R. E. Press. ISBN 978-0-87604-522-0.